# Juan Idiarte Borda
Juan Bautista Idiarte Borda y Soumastre (Mercedes, 20 de abril de 1844 - Montevideo, 25 de agosto de 1897) fue un político uruguayo perteneciente al Partido Colorado. Ejerció como presidente de Uruguay desde el 21 de marzo de 1894 hasta su asesinato el 25 de agosto de 1897, siendo el único magnicidio a un Presidente registrado en la historia de Uruguay.

## Biografía

### Infancia y adolescencia

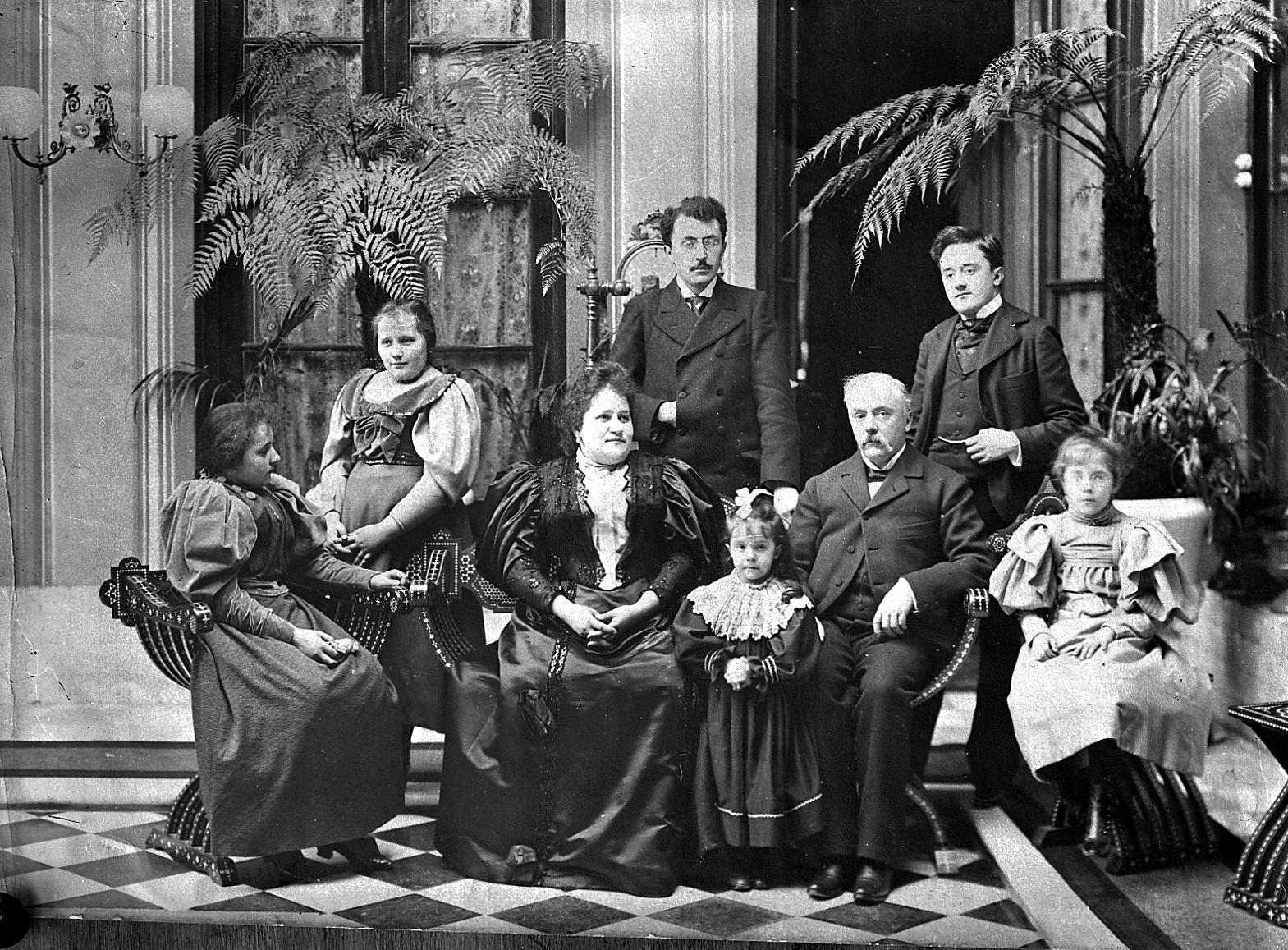
Idiarte Borda y familia.

Juan Bautista Idiarte Borda y Soumastre, tal su nombre completo, nació y se crio en Mercedes, capital del departamento de Soriano. 
Provenía de una acomodada familia de la ciudad de origen vasco, cuyos hijos –entre los que se incluye él mismo– poseían al parecer un notable talento musical, ya que se destacó tocando el clarinete y su hermano, Pedro Idiarte, sobresalió en su interpretación del violín. Sus padres, entonces, les brindaron una concienzuda educación que incluyó estudios musicales.
Durante su adolescencia todo hacía pensar que su destino estaba marcado por la música, ya que fue uno de los fundadores de la Sociedad Lira Filarmónica, una institución musical que se dedicaba a hacer música en reuniones sociales y oficios religiosos. Otra de sus aficiones conocidas era la pelota vasca, lo que le valió el mote de El Pelotari. Según los historiadores, su apodo hacía referencia no solo a su talento en el mencionado juego, sino a su carácter perseverante y tozudo ante las circunstancias, que lo marcaría en su vida política.
Al fallecer su padre en 1860, Idiarte Borda tenía 16 años de edad. Sin embargo debió encargarse de los negocios familiares, vinculados a la ganadería, cría de ganado y saladeros.

### Participación en las guerras civiles
Su vida política la inició no en la militancia del Partido Colorado, sino en el ala bélica del mismo, luchando en la Cruzada Libertadora de Venancio Flores junto con su hermano, Pedro, aún adolescente. Ambos se alistaron en la Guardia Nacional de su ciudad natal apoyando la causa colorada. Menos de una década más tarde se encontraría en las filas del Ejército luchando contra los revolucionarios del Partido Nacional, liderados por el caudillo Timoteo Aparicio, en la denominada Revolución de las Lanzas. Logró el grado de Teniente por su destaque en la defensa de Mercedes, ciudad que los nacionalistas pretendían tomar, y por su no menor actuación en la Batalla de Manantiales. En 1875 comenzó el largo ciclo del Militarismo, al que Idiarte Borda se oponía, y decidió alzarse en armas participando en la Revolución Tricolor. Sin embargo, debió escapar a Gualeguaychú, ciudad argentina vecina a Uruguay. 

### Comienzos de su militancia política
En agosto de 1872 se casó con Matilde Baños. Ese mismo año, además, comenzó su carrera política propiamente dicha atendiendo a las necesidades de su ciudad natal, ya que estaba entre los integrantes de la Junta Económico Administrativa de Soriano –actual Intendencia Departamental de Soriano– y fue el principal impulsor de la colocación del alumbrado público a queroseno y de la pavimentación de las calles de Mercedes. 
Apoyó la Reforma Vareliana y se mostró especialmente preocupado por la educación, ya que era miembro de la Sociedad de Amigos de la Educación Popular –institución pionera en difundir las ideas de José Pedro Varela y otros intelectuales en cuanto a la educación–, además de formar parte de la Comisión Departamental de Instrucción Pública, entidad creada por Varela en la aplicación de su reforma, y de ser cofundador del Club Progreso de Mercedes, que a su vez entre sus primeras obras estuvo la creación de la primera Biblioteca Pública del departamento.

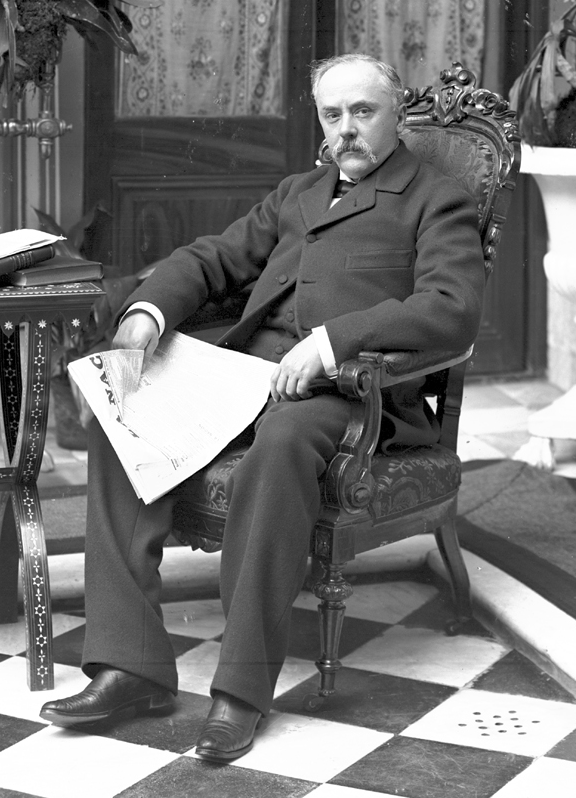
Fotografía de Idiarte Borda

En 1879 se trasladó a Montevideo ya que fue elegido miembro del Parlamento representando a Soriano en la XIII Legislatura, que designó a Lorenzo Latorre como Presidente Constitucional. Pese a ser opositor a los gobernantes militaristas, se dedicó por entero a su actividad política participando también como representante entre 1882 y 1885. Sin embargo, en 1886, durante la presidencia de Máximo Santos debió aislarse y radicarse brevemente en Buenos Aires, debido a sus diferencias con el mandatario, a pesar de apoyar en general su gestión. Decidió regresar a Montevideo después del atentado de Gregorio Ortiz –véase la sección Intentos de regresar a la legalidad de Militarismo–.

### Acceso a la Presidencia y su gestión
En 1894 logró acceder a la Presidencia por el Partido Colorado. Era miembro del Senado en momentos de elegir el sucesor de Julio Herrera y Obes, en lo que constituyó una de las elecciones presidenciales más difíciles de la historia uruguaya. El 21 de marzo de 1894, después de 21 días de votaciones, resultados y ásperos debates –en los que ocupaba interinamente la jefatura del país Duncan Stewart–, el senador Idiarte Borda logró 47 votos.
Esto sucedió ya que el presidente Herrera y Obes decidió no ser el «gran elector» de su sucesor. De esta manera, el oficialismo impulsó la candidatura del expresidente José Ellauri, mientras que la oposición apoyó a Tomás Gomensoro. Sin embargo, en sucesivas votaciones ninguno de los candidatos obtuvo la mayoría suficiente (45 votos) para ser elegido. Después de siete días de votaciones infructuosas los dos grupos entablaron negociaciones. Miguel Herrera y Obes, hermano del presidente y delegado del oficialismo, vetó los candidatos propuestos por los «independientes» bajo el argumento de que no pertenecían a la «colectividad». Finalmente, luego de 21 días de sesiones y 40 votaciones, se obtuvo la mayoría necesaria para elegir a Idiarte Borda como presidente.
Asumió de inmediato la Presidencia Constitucional del Uruguay, comenzando un gobierno absolutamente bipolar: aunque las dificultades económicas se agudizaron tremendamente por el desorden administrativo, realizó obras de relevancia.

Honorable Asamblea General: Honrado con la primera Magistratura de la República por el voto de la voluntad nacional libre y conscientemente expresada en este acto, siento en este momento verdaderamente histórico para mí, la necesidad suprema de manifestaros que en el desempeño de las funciones del cargo con que he sido investido, será mi norte y no me guiará otra aspiración que el bien de la Patria, el respeto más sincero por las prescripciones de nuestro Código político que cabo de jurar y el fiel y exacto cumplimiento de las leyes que haya dictado ó que dicte, en virtud de su voluntad soberana la Honorable Asamblea General, de la que solicito y espero quiera prestarme el poderoso y patriótico caudal de sus luces y de su experiencia para resolver tranquilamente y como verdaderos hombres de Gobierno, las cuestiones que en el orden político administrativo, financiero y económico, ó cualquier otro que se relacione con el progreso y bienestar de la República puedan suscitarse durante mi presidencia. Al servicio y á la realización de tan elevados propósitos declaro -honorables legisladores- que consagraré toda la energía de que me siento capaz.
Discurso presidencial de Juan Idiarte Borda, 22 de marzo de 1894

Una vez en el poder, Idiarte Borda demostró su poca habilidad para la maniobra y el acuerdo, derivando en un ejercicio del cargo muchas veces de manera subrepticia, lo que le valió el inicio de una de las guerras civiles más sangrientas del Uruguay, la Revolución de 1897. Dicha contienda se desató en medio de una áspera polémica en torno a su persona, pues se lo acusaba de permitir e incluso favorecer el fraude electoral, según el antecedente de Julio Herrera y Obes. El ascendente líder colorado, José Batlle y Ordóñez, le hizo una firme y severa acusación, en la que lo califica de «el más grande manipulador de todos los escandalosos fraudes que en este período se han cometido». Esta declaración de Batlle y Ordóñez ya permitía avizorar la enorme rivalidad futura entre las filas batllistas y los militantes idiartistas, que le costaría la vida al mismo presidente Idiarte Borda.
Más allá de las polémicas y los turbios asuntos generados durante su predominio en el poder, hay que destacar que, pese a las dificultades políticas y económicas, Idiarte Borda ejerció una presidencia que distó mucho de ser inocua: inició la construcción del nuevo Puerto de Montevideo, fundó el Banco de la República Oriental del Uruguay –devenido posteriormente en la principal entidad bancaria del país–, creó la Línea de Ferrocarril del Oeste, realizó un censo general y estableció un nuevo catastro a nivel nacional, nacionalizó las compañías británicas que suministraban electricidad en la nueva Compañía de Luz Eléctrica, además de trabajar con éxito en la creación de la Arquidiócesis de Montevideo y de impulsar, a través del ministro Juan José Castro, un ambicioso programa de obras públicas.
La ley de Creación del Arzobispado de Montevideo y los Obispados Sufragáneos de Salto y Melo fue promulgada durante su presidencia, el 18 de noviembre de 1896, unos meses antes de la bula papal misma, en acuerdo con las prerrogativas del Patronato Nacional. La familia de Idiarte Borda no ocultaba su cercanía con la iglesia católica.

### Gabinete de gobierno
| Ministerio            | Nombre                 | Período     |
| --------------------- | ---------------------- | ----------- |
| Gobierno              | Miguel Herrera y Obes  | 1894 - 1897 |
| Relaciones Exteriores | Luis Piñeyro del Campo | 1894        |
| Relaciones Exteriores | Jaime Estrázulas       | 1894 - 1897 |
| Hacienda              | Federico Vidiella      | 1894 - 1897 |
| Guerra y Marina       | Juan José Díaz         | 1894 - 1897 |
| Fomento               | Juan José Castro       | 1894 - 1897 |

### Asesinato de Juan Idiarte Borda

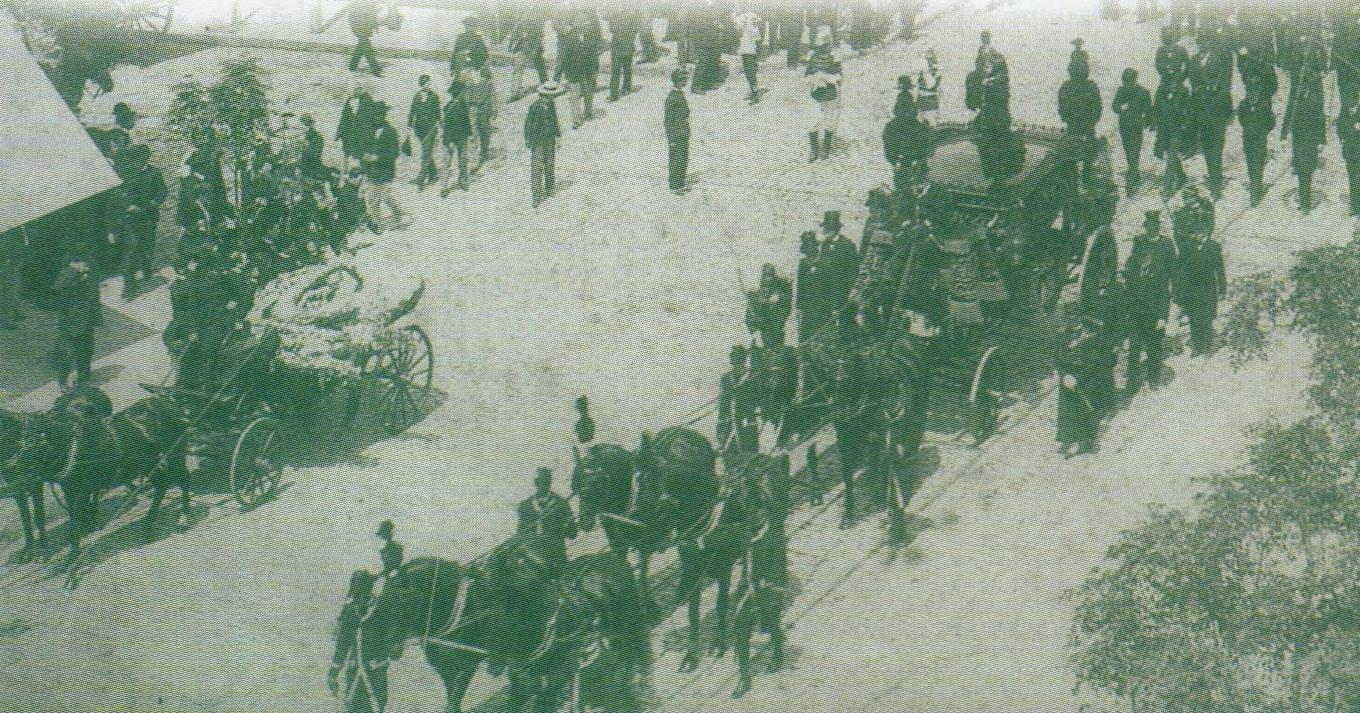
Fotografía que ilustra el sepelio del asesinado presidente de Uruguay Juan Idiarte Borda. Este crimen fue el único magnicidio en la historia del país.

Pero el escollo más grande de su gobierno continuaba en pie; la contienda civil seguía su curso con su secuela de muertos y heridos, sin mencionar los perjuicios económicos. La postura del presidente era apostar a una resolución militar del conflicto, con el convencimiento rígido e inamovible de que la razón legal estaba de su lado. Su férrea postura determinó que la enorme mayoría de la clase política pidiera, a mediados de 1897, la destitución de Idiarte Borda de su cargo de presidente de la República, ya que consideraban que su intransigencia y tozudez impedían un entendimiento nacional y, en consecuencia, la tan ansiada paz.
El ministro de Gobierno, Miguel Herrera y Obes, después de asesinado el presidente Idiarte Borda y exiliado en Buenos Aires, le escribiría al embajador de Uruguay en Buenos Aires, don Domingo Mendilaharsu, la siguiente carta:

Sr. Dr. Don Domingo Mendilaharsu
Mi distinguido amigo,
Recibí anoche su afectuosa felicitación y la agradezco profundamente.
Me complace sobremanera que una voz tan autorizada como la suya, reconozca la sinceridad de mis esfuerzos en todo lo que hice por conseguir la paz.
Creo, con franqueza, que sin esos esfuerzos que suprimieron grandes obstáculos y dejaron el éxito de las negociaciones pendiente solamente de una o dos jefaturas, (que en último caso se les habría dado a los revolucionarios si el Dr. Berro hubiera traído mejores intenciones pacíficas), al Gobierno actual le habría sido difícil llegar a esta solución para la cual muy poco ha tenido ya que hacer.
Cuando se aplaquen las pasiones y la verdad pueda tranquilamente hacer la luz sobre esos sucesos, hablaré y mostraré hasta la evidencia que el desgraciado Presidente Idiarte Borda no era enemigo de la paz, y que sin su actitud patriótica en las primeras tentativas que se hicieron para conseguirla, esa paz no sería hoy una realidad.
Por lo mismo que soy leal y sincero, nada me incita (subleva) más que una injusticia; y me parece que en eso su carácter y el mío tienen muchos puntos de contacto. Su tarjeta de anoche me lo hace ver así.
Le estrecha la mano con afecto, su amigo
Miguel Herrera y Obes
Setiembre 14 de 1897.
Carta de Miguel Herrera y Obes , 14 de setiembre de 1897

En abril de 1897, cuando Juan Idiarte Borda descendía de su carruaje frente a su residencia, fue atacado por un joven de nombre Juan A. Rabecca, que le puso un revólver en el cuello, pero no disparó. El Día –diario batllista por antonomasia– publicó al día siguiente un boletín informativo en el que se afirmaba que el intento de magnicidio había sido cometido por un individuo de apellido Arredondo. Las hijas de Idiarte Borda –Celia y María Ester–, al enterarse de la publicación, dedujeron que era una clara advertencia de que desde filas batllistas se preparaba el asesinato de su padre, ya que ese era el apellido de un conocido ferviente admirador de Batlle y Ordóñez y sus ideas. Y, más importante aún: sabían quién llevaría a cabo el crimen. 

Fotografía de John Fitz-Patrick poco antes del atentado.

El 25 de agosto de ese mismo año, Idiarte Borda se disponía a asistir a la celebración de un Te Deum en la Iglesia Matriz de Montevideo. Según sus hijas, antes de partir, le advirtieron sobre su inminente asesinato, pero el presidente le restó importancia e incluso se negó a llevar una guardia ecuestre. A la salida de la ceremonia, mientras desfilaba a la cabeza de una comitiva por la calle Sarandí –Ciudad Vieja–, yendo desde la Catedral hasta la Casa de Gobierno, desde el portal número 331, frente al Club Uruguay, Avelino Arredondo lo asesinó de un balazo con un antiguo revólver Lefaucheux. La bala dio en el corazón y el presidente Idiarte Borda murió instantáneamente. Sus últimas palabras, que apenas logró musitar, fueron «Estoy muerto».
Había mandado construir una suntuosa mansión en el barrio de Colón, Montevideo, en la que no llegó a residir. Los jardines son obra del paisajista francés Carlos Thays.

## Juicio histórico
A pesar de sus bemoles, Juan Idiarte Borda fue un presidente realizador. Sea debido a sus obras de gobierno o a sus enfrentamientos con la oposición del Partido Nacional –y más aún con sus correligionarios colorados–, no pasó sin dejar huella en la historia uruguaya. Su carácter, que en parte responde al estereotipo de vasco tozudo, además de carecer de agudeza para la maniobra política y de ser frontal e indiferente ante las finezas de la diplomacia, le valió más que sus obras o sus ideas llevadas a cabo desde la Presidencia o cuando aún no había logrado acceder a ella. Sin embargo, sus verdaderos talones de Aquiles fueron la poca habilidad con la cual modelaba y mantenía su imagen política, y la incursión en prácticas políticas que ya en su época no se estaba dispuesto a tolerar.
El escritor argentino Jorge Luis Borges escribió un cuento titulado «Avelino Arredondo» –publicado en su llamado Libro de Arena— que narra en clave de ficción el detallado plan y el asesinato del presidente Juan Idiarte Borda.